# Guy Mignault
Guy Mignault, né le 23 juillet 1947 à Hull, est un comédien franco-ontarien-québécois, directeur artistique du Théâtre français de Toronto (TfT) de 1997 à 2016.

## Biographie
Guy Mignault est originaire de Hull au Québec, où ses parents, Cartier Mignault et Thérèse Lafond, tenaient une librairie. C'est de là que lui est venu l'amour de la lecture et le respect du public.
Le théâtre est entré dans sa vie comme une vocation. À 19 ans, le jeune Guy quitte son Hull natal pour Montréal et son Conservatoire d'art dramatique. 1967 est l'année de l'Expo, mais aussi l'« année moins un » pour le théâtre québécois. C'est en effet en 1968 que Michel Tremblay allait fracasser les traditions avec « ses » célèbres Belles-sœurs. Jusque-là, les élèves du Conservatoire devaient se contenter des œuvres de théâtre françaises comme seul patrimoine. Le temps que Guy se présente à l'examen final, la glace était brisée et il y interprète Un Simple Soldat de Marcel Dubé, pièce qu'il allait jouer plus tard en tournée nationale avec le Centre national des Arts.
Pendant 15 ans, de 1982 à 1996, Guy est directeur artistique, propriétaire et principal interprète au Théâtre de la Chèvrerie (théâtre d'été). En 1997, il accepte la direction artistique du Théâtre français de Toronto (TfT), à condition de pouvoir continuer à jouer. C'est à partir de cette date que le TfT connaît un redressement extraordinaire et vit une époque de renouveau, de création et de jeunesse. Il occupera ce poste jusqu'en 2016.
Depuis, il y monte, joue et écrit différents spectacles. En même temps, Guy pousse en avant les jeunes talents qui promettent, ce qui enrichit le monde du théâtre et de la télévision et remplit de bonheur les spectateurs. Après le remarquable passage dans FranCœur, le voilà de nouveau sur les ondes de TFO.

## Théâtre
- 1993-1994 : Si tu meurs, je te tue : Philippe Savignac
- 1995-1996 : Drôle de couple : Murray
- 1996-1997 : L'expulsion de Lily Barton : Jonas

## Filmographie

### Télévision
- 1988 : L'Amour avec un grand A - épisode Jacques et Jacqueline (Aimer un prisonnier) : Jacques
- 1988 : Lance et compte : Dr Luc Villeneuve
- 1989 : Lance et compte : Deuxième saison : Dr Luc Villeneuve
- 1990-1993 : Cormoran : Germain Lafond
- 1990-1993 : Magalie et compagnie : Le "jeune" grand-père
- 1994 : Santa Maria : Gérard Boivin
- 1997 : Lecture de fin de soirée : Lecteur
- 1999-2001 : Rue l'Espérance : Jérôme Leduc
- 2003 : FranCœur : Bernard Francoeur
- 2008 : Météo+ : Conrad Fillion (Conny)

### Cinéma
- 1973 : On n'engraisse pas les cochons à l'eau claire : Ti-Paul
- 1984 : Le Crime d'Ovide Plouffe : le curé de St-Gérard
- 1992 : Un même sang (téléfilm) : Beaugrand